# Odtlenianie
Odtlenianie (lub rafinacja) brązów i mosiądzów – proces metalurgiczny mający zwiększyć wytrzymałość na rozciąganie, twardość oraz wydłużenie odlewów wykonanych z tych stopów, nadając im jednorodną drobnoziarnistą budowę. Realizowany przez wprowadzenie do ciekłego metalu (podczas zalewania formy) środków redukujących, chlorkujących i redukująco-chlorkujących (odtleniaczy), powodujących wiązanie się tlenu oraz tworzenie nierozpuszczalnych tlenków w ciekłym stopie. Najczęściej rafinuje się z użyciem tlenków fosforu oraz chloru